# Човешки геном
Човешкият геном е геномът на вида Homo sapiens съхранен в 23 хромозомни двойки. 22 от тях са соматични хромозомни двойки, а само една е половоопределяща. Хаплоидният човешки геном заема общо 3 милиарда двойки бази в ДНК и обемът на информацията в него се оценява на около 750 мегабайта, което е малко повече от обема на един обикновен компактдиск.
Хаплоидният геном съдържа около 20 000 – 25 000 белтъко-кодиращи гена, много по-малко от очакваното. Всъщност само 1,5% от генома съдържа генетичния код на белтъците, останалата част е РНК гени, регулаторни последователности, интрони и „отпадъчна ДНК“.